# Sericomyrmex harekulli
Sericomyrmex harekulli är en myrart som beskrevs av Weber 1937. Sericomyrmex harekulli ingår i släktet Sericomyrmex och familjen myror.

## Underarter
Arten delas in i följande underarter:
- S. h. arawakensis
- S. h. harekulli